# سعود بن خالد الفيصل آل سعود
الأمير سعود بن خالد بن فيصل بن عبد العزيز آل سعود، نائب أمير منطقة المدينة المنورة منذ 23 أبريل 2017، وهو الإبن الثالث من أبناء الأمير خالد الفيصل بن عبد العزيز آل سعود. تخرج من جامعة الملك فهد للبترول والمعادن سنة ٢٠٠٢.

## التعليم
درس الأمير سعود بن خالد بن فيصل بن عبد العزيز آل سعود المرحلة الثانوية في المدارس النموذجية في مدينة أبها. وحصل على شهادة البكالوريوس في المالية من كلية الإدارة الصناعية في جامعة الملك فهد للبترول والمعادن عام 1996.

## الحياة العملية
عُيّن في أبريل 2016 وكيل محافظ الهيئة العامة للاستثمار لشؤون الاستثمار منذ ديسمبر 2010، حيث رأس إدارة شؤون الاستثمار، وهي الجهة المسؤولة عن إدارة بيئة فريق ً الاستثمار وأجندة التنافسية في المملكة العربية السعودية، كما يشغل عضوية الاتحاد العالمي للمجالس التنافسية، ومجلس أمناء مؤسسة الملك فيصل الخيرية.

## الحياة الأسرية
احتفل بزواجه على شرف الأمير نايف بن عبد العزيز آل سعود وبحضور الأمير سلمان بن عبد العزيز آل سعود أمير منطقة الرياض ووالده الأمير خالد الفيصل بن عبد العزيز آل سعود أمير منطقة مكة المكرمة من الأميرة الجوهرة كريمة الأمير خالد بن سعود بن خالد آل سعود وكيل وزارة الخارجية. في قصر الثقافة بالحي الدبلوماسي بالرياض في (شهر ربيع الأول 1431)هـ (مارس 2010) م